# Мызино (Смоленская область)
Мызино — деревня в Тёмкинском районе Смоленской области России. Входит в состав Долматовского сельского поселения. Население — 5 жителей (2007 год).
Расположена в восточной части области в 18 км к северо-востоку от Тёмкина, в 29 км южнее автодороги М1 «Беларусь», на берегу реки Воря. В 19 км юго-западнее деревни расположена железнодорожная станция Тёмкино на линии Вязьма — Калуга.

## История
В годы Великой Отечественной войны деревня была оккупирована гитлеровскими войсками в октябре 1941 года, освобождена в марте 1943 года.